# شوراتپه
شورا تپه مربوط به دوره سلجوقیان است و در شهرستان ماهنشان، بخش مرکزی، دهستان اوریاد، ۱ کیلومتری جنوب غرب روستای کردی، در میان مزارع کشاورزی واقع شده و این اثر در تاریخ ۱۵ دی ۱۳۸۷ با شمارهٔ ثبت ۲۴۰۵۷ به‌عنوان یکی از آثار ملی ایران به ثبت رسیده است.